# Rafalus
Rafalus  (лат.) — род аранеоморфных пауков из подсемейства Aelurillinae в семействе пауков-скакунов (Salticidae). Восемь видов этого рода встречаются в странах Центральной Азии, Ближнего Востока и Африки.

## Виды
- Rafalus christophori Prószynski, 1999 — Египет, Израиль
- Rafalus feliksi Prószynski, 1999 — Египет
- Rafalus insignipalpis Simon, 1882 — Йемен, Сокотра
- Rafalus karskii Prószynski, 1999 — Израиль
- Rafalus lymphus (Próchniewicz & Heciak, 1994) — Кения, Танзания
- Rafalus nigritibiis (Caporiacco, 1941) — Эфиопия
- Rafalus variegatus (Kroneberg, 1875) — Центральная Азия
- Rafalus wittmeri (Prószynski, 1978) — Бутан